# Война братьев
«Война́ бра́тьев» — книга Джеффа Грабба в жанре фэнтези, первая написанная по сеттингу коллекционной карточной игры Magic: The Gathering. Это также первая изданная в России книга по этой вселенной.

## СетМагии
С каждым сетом Магии помимо карт издаётся ещё и книга, действие которой происходит в мире, изображённом на картах. В книге могут встречаться названия заклинаний, местности, существ и т. д., карты которых есть в сете. «Война братьев» соответствует сету Antiquities. Правда, такая система появилась позже, после того, как были изданы первые несколько сетов, поэтому некоторые сеты не имеют своих книг или охвачены одной книгой. Сама серия «Эпоха артефактов», посвящённая некоторым ранним сетам, была также написана позже.

## Сюжет
В книге рассказывается о двух братьях, Урзе и Мишре, которых мачеха отослала в археологический лагерь, занимающийся раскопками в пустыне. Целью раскопок является поиск различных частей машин, созданных Древними — тра́нами. Источником энергии для машин транов являются силовые камни.
Однажды экспедиция находит сломанный летательный аппарат транов, который решают назвать «орнитоптером». Братья берутся восстановить орнитоптер, а после его восстановленния и испытания младший брат, Мишра, сообщает о том, что в одном районе на песке при просмотре сверху можно различить рисунки. В районе, где были обнаружены рисунки, находят курган транов со множеством останков их машин. Позднее, при обследовании пустыни на орнитоптере, в других её районах также обнаруживают подобные рисунки с курганами транов.
Старший брат, Урза, делает вывод о том, что эти рисунки являются дорожными знаками, и все они указывают на столицу транов. Братья и начальник лагеря, Тока́сия, отправляются к предполагаемой столице транов, которую называют «Ко́йлос» — сердце. После прибытия в столицу транов, в её подземелье они обнаруживают множество машин и огромный силовой камень, сияющий ослепительным светом. После приближения к нему братьев камень со взрывом распадается на две половины, все трое теряют сознание, а когда приходят в себя, то обнаруживается, что каждый из братьев держит в левой руке по половине камня. Урзе достался камень, усиляющий энергию живых существ и машин, а Мишре ослабляющий камень.
Этот момент стал началом раскола между братьями. Мишра был уверен, что ему должны были принадлежать обе части камня. Во время одной из их стычек, в ходе которой братья использовали энергию Камней, погибла их наставница. Братья покидают лагерь.
Урза устраивается работать часовщиком в городе. В скором времени он узнает, что правитель объявил о состязания за руку его дочери: тот, кто сможет сдвинуть с места каменную статую, станет её мужем. Урза, недолго думая, проектирует механического человека, который переносит статую. Правитель, не ожидавший такого поворота событий, всё же соглашается. Урза, приблизившись ко двору, становится Главным Изобретателем. В это время Мишра становится влиятельным советником вождя Фалладжи (англ. Fallaji) — пустынных кочевников.
Во время дипломатических переговоров между главами двух народов вспыхивает стычка и тесть Урзы погибает. Урза берет на себя роль нового правителя и готовится отомстить брату. Начинается долгая война, в ходе которой то одна сторона, то другая попеременно одерживают верх. Мишра в скором времени сам становится вождём фалладжи, что только накаляет ситуацию. Братья состязаются в изобретательском искусстве, создавая самые разные типы вооружения. Конфликт постепенно охватывает весь мир.
В разгар войны на землю Доминарии ступает демон Джикс — могущественный жрец Явгмота, бога машин и правителя Фирексии. Он — предвестник грядущего вторжения, тень клинка, который вот-вот обрушится на мир. Его цель — забрать Камни у братьев. Но, артефакты, как выяснилось, обладали своей волей и не позволяли демону причинить вред своим хозяевам. Лишь сумев воздействовать на Мишру, он убеждает его заменить свою слабую плоть механизмами.
Меж тем, война продолжается. Когда все ресурсы континента были исчерпаны, сын Урзы случайно открыл остров с девственной природой. Изобретатель, недолго думая, послал свои армии на освоение новой земли, понимая, что её ресурсы могут стать решающими. Вслед за ним высадились и войска Мишры. Разгромив лесное воинство эльфов и животных, Урза готовился к главной схватке с братом.
В решающий момент появился Джикс и подчинил своей воле механические армии братьев. Примерно в этот же момент в руки Урзы попал Силекс (англ. Sylex) — артефакт, который, как гласили предания, хранил в себе колоссальную мощь и активировался «воспоминаниями о земле». Примечательно, что его работа была похожа на партию в Magic: The Gathering. Урза встретился лицом со своим братом и использовал Силекс. Произошедший взрыв уничтожил обе армии, поднял исполинские волны и спровоцировал начало Ледникового периода (который был отображён в своём сете Магии, Ice Age) на Доминарии. Урза погиб, но умерев, он обрел новую жизнь. Камни стали его глазами, а он сам — мироходцем — уже не магом, но ещё не богом. Изобретатель решил посвятить себя борьбе с Фирексией.